# 아펜첼아우서로덴주
아펜첼아우서로덴주(독일어: Appenzell Ausserrhoden)는 스위스 동북부에 있는 주이다.

## 개요
스위스 동북부, 알프스산맥 동부 지역에 있으며, 장크트갈렌주에 둘러싸여 있고, 다시 아펜첼이너로덴주를 둘러싸고 있다. 1513년 아펜첼 주로 스위스 동맹에 가입했지만 종교 개혁 이후에 로마 가톨릭이 우세한 아펜첼이너로덴 주와 개신교가 우세한 아펜첼아우서로덴 주의 반주(半州) 형태로 분리되었다. 1999년 반주는 스위스 연방에서 별개의 발언권을 가지는 주가 되었다.
주민은 종교 개혁의 영향으로 인해 개신교 신자가 다수이다. 아펜첼이너로덴 주와 함께 전통적인 직접민주제로 유명했지만 1997년에 폐지되었으며 집회는 헤리자우와 트로겐에서 번갈아가며 열렸다. 현재 행정 중심지는 헤리자우이며 사법 중심지는 트로겐이다.